# Paolozzo di Arrigo della Faggiuola
Paolozzo di Arrigo della Faggiuola (Romanya, s. XIV) va ser un noble italià.
Fill d'Arrigo della Faggiuola i net de Paolozzo «el Vell», se'n desconeix la data de naixement. Rebé per herència del seu pare la senyoria de diversos castells i terres a Faggiola, Selvapiana, Corneto, Cuotolo, Collorio i San Fano, entre d'altres, a més de tenir una casa a Florència. És conegut el seu testament, atorgat l'1 d'octubre de 1394, on va disposar que les seves possessions anessin a parar, en cas de no tenir descendència, a la ciutat de Florència, mentre que deixava als franciscans d'Alvèrnia i a la seva esposa una quantitat de diners, deixant-ne exclòs el cosí Paolozzo di Cionarino, fill il·legítim del seu oncle. D'acord amb les clàusules del testament, l'herència finalment va anar a parar a mans de la Senyoria de Florència. Segons Litta, que confon algunes dades genealògiques, la seva vídua, Marietta, va rebre en assignació la cort i castell de Corneto fins que en fou expulsada per Paolozzo de Cionarino, que es va alçar en armes contra Florència.